# 缘毛太行花
缘毛太行花（学名：Taihangia rupestris var. ciliata）为蔷薇科太行花属下的太行花一个变种。它们是中国的特有种，分布于河北武安。其栖息地位于海拔1000-1200米的阴坡山崖石壁上。

## 保育现状
在中国物种红色名录中，缘毛太行花被列为极危。它们的栖息地极为狭小，其总面积小于100平方千米且仅有一个分布点。它们受到栖息地退化或破坏的威胁。

## 扩展阅读
- 維基物種上的相關：缘毛太行花